# Õhtuleht
Õhtuleht (deutsch Abendblatt) ist die größte Boulevardzeitung Estlands. Õhtuleht erreicht täglich 19,4 % der estnischen Bevölkerung. Sie ist damit nach Postimees die zweitgrößte Tageszeitung des Landes.
Die Zeitung ist unabhängig und überparteilich. Sie erscheint landesweit morgens von Montag bis Samstag in estnischer Sprache. Die Redaktion befindet sich in der estnischen Hauptstadt Tallinn. Die Zeitung hat 111 feste Mitarbeiter.
Õhtuleht erschien erstmals am 3. Juli 2000 nach der Fusion der früheren konkurrierenden Boulevardzeitungen Sõnumileht und Õhtuleht unter dem Namen SL Õhtuleht. Der Namenszusatz „SL“ ist später weggefallen.
Õhtuleht gehört heute zu gleichen Teilen zur AS Eesti Ekspress Grupp des estnischen Medienmoguls Hans H. Luik sowie zu Eesti Meedia, die die auflagenstärkste politische Tageszeitung des Landes, Postimees, herausgibt.